# Линия U2 (Берлин)
Линия U2 (нем. U-Bahnlinie 2) — линия Берлинского метрополитена. Проходит с севера (Pankow) на запад (Ruhleben), проходя через центр города. Имеются подземные участки мелкого заложения и наземные участки.
Вместе с линиями U1, U3 и U4 относится к первому этапу строительства Берлинского метрополитена.

## Этапы развития линии
18 февраля 1902: участок Потсдамер-Плац — Глайздрайек
11 марта 1902: участок Глайздрайек — Зоологишер Гартен
14 декабря 1902: участок Зоологишер Гартен — Knie (совр. Эрнст-Ройтер-Плац)
14 мая 1906: Knie (совр. Эрнст-Ройтер-Плац) — Бисмаркштрассе (совр. Дойче-Опер)
28 сентября 1907: Потсдамер-Плац — Лейпцигер-Плац
29 марта 1908: Бисмаркштрассе (совр. Дойче-Опер) — Рейхсканцлерплац (совр. Теодор-Хойс-Плац)
1 октября 1908: Лейпцигер-Плац — Шпиттельмаркт
3 ноября 1912: Вокзал Глайздрайек
8 июня 1913: Рейхсканцлерплац (совр. Теодор-Хойс-Плац) — Стадион (совр. Олимпиа-Штадион)
1 июля 1913: Шпиттельмаркт — Александерплац
27 июля 1913: Александерплац — Нордринг (heute: Schönhauser Allee)
22 декабря 1929: Стадион (совр. Олимпиа-Штадион) — Рулебен
29 июня 1930: Нордринг (совр. Шёнхаузер-Алле) — Панков (совр. Винеташтрассе)
28 апреля 1978: вокзал Бисмаркштрассе
1 октября 1998: вокзал Мендельсон — Бартольди-Парк
16 сентября 2000: Винеташтрассе — Панков